# Gunungiella saptami
Gunungiella saptami är en nattsländeart som beskrevs av Schmid 1968. Gunungiella saptami ingår i släktet Gunungiella och familjen stengömmenattsländor. Inga underarter finns listade i Catalogue of Life.